# اجتثاث حزب البعث
اجتثاث حزب البعث يشير إلى سياسة قامت بها سلطة الائتلاف المؤقتة في العراق والحكومات العراقية اللاحقة لإزالة نفوذ حزب البعث في النظام السياسي العراقي الجديد. اعتبرت سلطة الائتلاف المؤقتة أن العراق يعادل إزاحة ألمانيا بعد الحرب العالمية الثانية. تم تحديدها أولا في أمر سلطة الائتلاف المؤقتة رقم 1 الذي دخل حيز النفاذ في 16 مايو 2003. أعلن أن جميع العاملين في القطاع العام المنتسبين لحزب البعث سيحذفون من مواقعهم ويحظر عليهم أي عمل مستقبلي في القطاع العام. كانت هذه السياسة مثيرة للجدل إلى حد كبير بين الأكاديميين الأميركيين والمؤسسات والحكومة والعسكرية ووسائل الإعلام الدولية ومنافذ النقاش. في 28 يونيو 2004 ألغيت السياسة رسميا بموجب سلطة التحالف المؤقتة كجزء من نقل السيادة إلى الحكومة العراقية المؤقتة في 30 يونيو 2004. ومع ذلك استمرت عناصر السياسة في ظل مجلس الحكم العراقي وبعد ذلك في ظل مجلس النواب العراقي المنتخب. يرى مؤيدو السياسة أن هذه السياسة قد طهرت المجتمع العراقي من النفوذ البعثي مما سهل إنشاء حكومة عراقية ديمقراطية. يقول النقاد أن السياسة ليست ديمقراطية فحسب بل هي أيضا عامل مهم في تدهور الوضع الأمني في جميع أنحاء العراق.

## هدف السياسة
الهدف من هذه السياسة وارد في صياغة ديباجة الأمر رقم 1:
وإذ يلاحظ القلق البالغ للمجتمع العراقي من التهديد الذي يشكله استمرار شبكات حزب البعث وموظفيه في إدارة العراق وترهيب شعب العراق من جانب مسؤولي حزب البعث،
بالإضافة إلى ذلك في القسم الأول من الأمر رقم 1:
عملا بأهداف العمل بالنيابة عن المجتمع العراقي ومحاولة خلق «بيئة آمنة ومستقرة من شأنها أن تدعم الحرية والديمقراطية للشعب العراقي» كان هدف السياسة هو تعزيز إقامة نظام سياسي ديمقراطي في العراق. كان الهدف الشامل للغزو هو الاستيلاء على أسلحة الدمار الشامل وإزالتها وإقامة حكومة ديمقراطية في الشرق الأوسط للمساعدة في مكافحة الحرب العالمية على الإرهاب. باتباع هذه الأهداف الشاملة كان ينظر إلى اجتثاث البعث على أنه الطريقة المنطقية لضمان إزالة نظام غير مرخص سابقا وغير ديمقراطي وبكل الأحوال نظام غير شعبي وتأثيراته على الثقافة السياسية.

## التشكيل

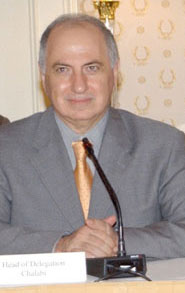
كان أحمد الجلبي شخصية رئيسية في اللجنة الوطنية العليا لاجتثاث حزب البعث من 2003 إلى 2004 التي أنشأها بول بريمر.

تم تفويض عملية اجتثاث البعث كجزء من إستراتيجية الاحتلال الشاملة إلى وزارة دفاع الولايات المتحدة وفقا للتوجيه الرئاسي للأمن القومي رقم 24 الصادر في 20 يناير 2003 قبل 60 يوما فقط من غزو 20 مارس 2003. بالمقارنة مع ما يقرب من خمس سنوات قضت دول الحلفاء في الحرب العالمية الثانية تخطط لاحتلال ما بعد الحرب لألمانيا واليابان كان هذا قدرا قليلا من الوقت لتخطيط إستراتيجية الاحتلال والعمليات. على الرغم من أن فكرة سياسة اجتثاث البعث قد عبر عنها أحمد الجلبي والمؤتمر الوطني العراقي إلا أن مقارناتهما لنزع النازية استحوذت على اهتمام دوغلاس فيث رئيس مكتب الخطط الخاصة. كان الإطار الزمني الفعلي لتطوير السياسة مسألة أسابيع. في 10 مارس 2003 عقد اجتماع لمجلس الأمن القومي الأمريكي لتحديد مدى اجتثاث حزب البعث بسبب الخلافات بين وزارة الدفاع ووزارة الخارجية الأمريكية ووكالة المخابرات المركزية. دعت وزارة الدفاع إلى سياسة موسعة تستهدف أي وجميع أعضاء حزب البعث. كان ذلك على النقيض من وزارة الخارجية ووكالة المخابرات المركزية التي دعت إلى سياسة أقل شمولية «لإلغاء الصداميين» التي تستهدف فقط المتهمين بارتكاب جرائم والقيادة العليا. تم التوصل إلى حل وسط: سيتم إزالة القيادة العليا في حزب البعث وإنشاء مجلس «الحقيقة والمصالحة» على غرار ما حدث في جنوب أفريقيا لتقييم مسؤولية أعضاء الحزب من المستوى الأدنى. وفقا لمقابلات تشارلز فيرغسون في المرة التالية التي نوقشت فيها السياسة خارج مجلس الأمن القومي أو مكتب وزارة الدفاع للخطط الخاصة كان في 15 مايو 2003. في ذلك اليوم عين رئيس سلطة الائتلاف المؤقتة بول بريمر الجنرال جاي غارنر مدير مكتب التعمير والمساعدة الإنسانية مشروع نسخة من الأمر الذي كان سيصدر في اليوم التالي.

## مرحلة الصياغة والتخطيط
بدأت صياغة السياسة وتخطيطها بورقة أصدرها أحمد الجلبي والمجلس الوطني العراقي ووصفت إمكانية إزالة نفوذ حزب البعث من المجال السياسي العراقي ومقارنة هذا الاحتمال بسياسة الحلفاء لإزالة النازية حسب اتفاقية بوتسدام لعام 1945. خلال 60 يوما خصصت للاحتلال في فترة ما بعد الحرب أعد مكتب الخطط الخاصة نسخة أكثر صرامة من وزارة الدفاع على الرغم من تسوية مجلس الأمن الوطني في 10 مارس. قبل وصول بول بريمر إلى العراق في 12 مايو 2003 التقى دوغلاس فيث ومكتب الخطط الخاصة حيث تلقى أول إحاطته بشأن عملية اجتثاث البعث. بعد الاجتماع تمت كتابة المسودة النهائية وأرسلت عبر البريد السريع إلى العراق بعد وصول بريمر.

### مهندسو السياسة
وفقا للأوامر الوطنية رقم 24 كانت وزارة الدفاع هي المنظمة الرئيسية المسؤولة عن الاحتلال. تحقيقا لهذه الغاية أنشأ بول ولفويتس ودوغلاس فيث مكتب الخطط الخاصة من أجل وضع إستراتيجية لوزارة الدفاع لاحتلال العراق. بالإضافة إلى ولفويتس وفيث قبل والتر سلوكومب موقف الإشراف على تنفيذ إستراتيجية الاحتلال لوزارة الدفاع. كل هذا حدث تحت سلطة وزير الدفاع آنذاك دونالد رامسفيلد. وفقا لمقابلة تشارلز فيرغسون في الفيلم مع الجنرال جاي غارنر قال بول بريمر لغارنر أن «أعطيت طلبي». هذا أدى بغارنر إلى الاعتقاد بأن بريمر لم يكن مسؤولا عن مضمون السياسة ولكن كان ينفذ سياسة وزارة الدفاع.
من العناصر الهامة الأخرى في وضع سياسة اجتثاث البعث هو زعيم المنفى في المؤتمر الوطني العراقي أحمد الجلبي. اعتبر مخبرا لا يمكن الاعتماد عليه من قبل وكالة المخابرات المركزية ووزارة الخارجية لكن كان الجلبي مؤثرا داخل وزارة الدفاع في بناء إستراتيجية لاحتلال ما بعد الحرب للتعامل مع حزب البعث. وفقا لراجيف شاندراسيكاران كان دوغلاس فيث أحد المهندسين الرئيسيين لسياسة اجتثاث البعث متأثرا بشكل كبير بالأفكار التي يروج لها الجلبي والمؤتمر الوطني العراقي.
شملت المنظمات والأفراد الآخرين الذين شاركوا في عملية تحدي تنفيذ سياسة اجتثاث البعث وزارة الخارجية الأمريكية ووكالة المخابرات المركزية والجنرال جاي غارنر والعقيد بول هيوز (مدير السياسة الاستراتيجية للاحتلال الأمريكي في عام 2003) وروبرت هتشينغز (رئيس مجلس المخابرات الوطني من 2003 إلى 2005) والسفيرة باربرا بودين والعقيد لورانس ويلكيرسون (رئيس أركان وزير الخارجية كولن باول من 2002 إلى 2005).

### السوابق
في مهنة ما بعد الحرب في ألمانيا واليابان اتبعت الولايات المتحدة بالاشتراك مع دول حلفاء أخرى سياسة الإزالة الكاملة لأي تأثير يتعلق بالايديولوجيات النازية أو الإمبراطورية اليابانية. تم العثور على هذه الاستراتيجيات في اتفاق بوتسدام لعام 1945 وصك الاستسلام الألماني والنظام العام رقم 1 لليابان بعد الحرب. كانت الاستراتيجية الأكثر شيوعا مقارنة سياسة الولايات المتحدة لنزع النازية في فترة ما بعد الحرب في ألمانيا.

## 100 أمر
خلال فترة ولاية اتفاق السلام الشامل اتهم مدير بول بريمر بالإشراف على الاحتلال الأمريكي وعملية إرساء الديمقراطية. باعتباره أعلى سلطة في العراق فإن الأوامر الصادرة عن مكتبه تحمل قوة القانون في العراق. من خلال أوامر سلطة الائتلاف المؤقتة أن بريمر وفريقه الإداري سنت سياسة اجتثاث البعث وضعت في مكتب الخطط الخاصة في وزارة الدفاع. صدر ما مجموعه 100 أمر من سلطة الائتلاف المؤقتة بين مايو 2003 ويونيو 2004.

### الأمر رقم 1
يبدأ نفاذ الأمر رقم 1 المعنون ب«اجتثاث البعثيين في المجتمع العراقي» في 16 مايو 2003 ويصف أهداف سياسة اجتثاث البعث التي وضعها مكتب الخطط الخاصة.
على وجه التحديد ينص الأمر على أن جميع أعضاء حزب البعث من القيادة العليا إلى الأعضاء «يخرجون من مواقعهم ويحظر عليهم العمل في المستقبل في القطاع العام». وهو ما يدل على اكتساح واسع للمجتمع من خلال ما يلي:

### الأمر رقم 2
دخل القرار رقم 2 المعنون ب«حل الكيانات» حيز النفاذ في 23 مايو 2003 إلى توسيع نطاق سياسة اجتثاث البعث لتشمل ليس فقط أعضاء الحزب بل المؤسسات والمؤسسات الحكومية والمؤسسات التابعة لها أو التابعة لها أو الأجهزة التابعة لها. كما ينص على العقوبات المفروضة على الانتماء إلى هذه المنظمات أو الأجهزة. ينص الأمر على أن جميع الكيانات والشركات التابعة لها المدرجة في المرفق (التي تحتفظ بالحق في تعديلها لتشمل مجموعة جديدة) قد تم حلها. بالإضافة إلى ذلك تم تجميد الأصول المالية لهذه الكيانات ووضعها في إطار سلطة الائتلاف المؤقتة من أجل تمويل جهود إعادة الإعمار. ينص الأمر على استمرار دفع المعاشات التقاعدية لمن رفضوا بموجب الأمر ولكن يمكن إلغاء هذه المدفوعات إذا تبين أن الشخص الذي كان يتقاضى معاشا تقاعديا قد ارتكب جرائم أو تبين أنه عضو بارز في الحزب. بالإضافة إلى ذلك سيتم دفع مكافآت للعراقيين الذين قدموا معلومات «مما أدى إلى استرداد أصول الكيانات المزالة». يمكن الاطلاع على قائمة كاملة بالكيانات المزالة في المرفق أ من الأمر.

### الأمر رقم 4
دخل حيز النفاذ في 25 مايو 2003 ويعتبر الأمر رقم 4 المعنون ب«إدارة ممتلكات حزب البعث العراقي وأصوله» استمرارا للعقوبات والقواعد المالية الواردة في الأمر رقم 2. في الديباجة كما يذكر النظام أنه يتم نشره «نيابة عن الشعب العراقي ولصالحه». هو يحدد أصول حزب البعث على أنه «جميع الأموال المنقولة وغير المنقولة والسجلات والبيانات والنقد والأموال والأصول القابلة للتحقيق ورأس المال السائل» التي كانت مملوكة من قبل حزب البعث أو من قبل أعضاء من حزب البعث حزب البعث كمكافآت أو تلك الأصول التي تلقوها دون دفع القيمة الكاملة.
من الجوانب الأخرى في الأمر تعليق «جميع الالتزامات المالية لحزب البعث». كما تم تشكيل لجنة استئناف من قبل النظام وتمنح سلطة الائتلاف المؤقتة سلطة إدارة واستخدام جميع الأصول المضبوطة «من أجل استخدام الشعب العراقي ومصلحته». بالإضافة إلى ذلك سمح لمجلس اجتثاث حزب البعث العراقي بتقديم معلومات إلى سلطة الائتلاف المؤقتة بشأن موقع أصول حزب البعث. أخيرا وبالتوازي مع الأمر رقم 2 فإن عدم تقديم المعلومات المتعلقة بأصول حزب البعث جريمة يعاقب عليها القانون وبموجب أحكام الأمر يمكن فرض غرامة على الفرد بمبلغ 1000 دولار أمريكي أو السجن لمدة سنة واحدة. كلتا العقوبتين تخضعان لتقدير مدير البرنامج.

### الأمر رقم 5
بدأ نفاذ الأمر في 25 مايو 2003 الأمر رقم 5 المعنون ب«إنشاء المجلس العراقي لاجتثاث حزب البعث» الذي أنشأ الكيان المسمى «مجلس اجتثاث البعث» العراقي. كان المجلس ينفذ الأوامر رقم 1 و4 وفقا لتقدير مدير سلطة الائتلاف المؤقتة أو حكومة عراقية. يتألف المجلس من العراقيين فقط ولكن يختاره مدير البرنامج ويعمل وفقا لتقديره. كلف المجلس بالواجبات التالية إذا ما رأى مدير البرنامج أن المجلس مختص بالاضطلاع بهذه المهام:
1. مدى وطبيعة وموقع ووضع كل ممتلكات حزب البعث العراقي وأصوله بما في ذلك الممتلكات والأصول التي يملكها مسؤولو حزب البعث وأعضائه وأية أساليب لإخفاء أو توزيع اعتمدت لتجنب الكشف عنها
2. هوية ومكان وجود مسؤولين في حزب البعث العراقي والأعضاء المشاركين في انتهاكات حقوق الإنسان واستغلال الشعب العراقي
3. تفاصيل أي ادعاءات جنائية ضد مسؤولين في حزب البعث العراقي وأعضائه
4. أي معلومات أخرى ذات صلة بأمر اجتثاث حزب البعث العراقي الذي أصدره مدير سلطة الائتلاف المؤقتة في 16 مايو 2003 ... والأمر المتعلق بإدارة ممتلكات حزب البعث العراقي وأصوله.

شملت واجبات المجلس الأخرى ما يلي:
1. أكثر الوسائل كفاءة وإنصافا للقضاء على هيكل ووسائل ترهيب ورعاية حزب البعث العراقي
2. وسيلة لتحديد وتصنيف مسؤولي وأعضاء حزب البعث العراقي
3. أكثر الوسائل كفاءة وعدالة لاستعادة ممتلكات حزب البعث العراقي وأصوله
4. الأفراد الذين يعتبرهم المجلس يجب إعفاؤهم من أمر اجتثاث البعث العراقي...

ثمة شرط هام آخر في هذا الأمر هو أن «أي شهادة حية أو بيانات خطية يقدمها الأفراد إلى المجلس لا يجوز تقديمها كدليل ضدهم في أية إجراءات جنائية». تمشيا مع الأوامر الأخرى كانت الغرامة المالية والسجن الممكن عقوبات محتملة بالنسبة للذين لم يمتثلوا لطلبات المجلس. أخيرا فإن مدير البرنامج يتمتع بسلطة على المجلس وقراراته ويتعين على المجلس الامتثال لجميع أنظمة سلطة الائتلاف المؤقتة.
دخلت حيز النفاذ في 3 يونيو 2003 مذكرة إضافية عنوانها «تنفيذ أمر اجتثاث حزب البعث رقم 1» تصف العملية التي ينبغي من خلالها تنفيذ الأهداف الموصوفة في الأمر رقم 1 والقرار رقم 5.

### الأمر رقم 7
دخلت المذكرة المعنونة ب«تفويض السلطة بموجب أمر اجتثاث حزب البعث رقم 1» حيز التنفيذ في 4 نوفمبر 2003 إلى تغيير موقف سلطة الائتلاف المؤقتة فيما يتعلق بتنفيذ سياسة اجتثاث حزب البعث المعبر عنها في الأمر رقم 1 وهذا التغيير في الموقف ينعكس في الديباجة التي تنص على أنه «في ظل النظام السابق قد يكون بعض العراقيين قد أصبحوا ينتمون إلى حزب البعث لأسباب لا تتعلق في المقام الأول بمعتقداتهم الإيديولوجية...»
كما أن المذكرة التي ألغت أمر سلطة الائتلاف المؤقتة رقم 5 الذي أنشأ المجلس العراقي لاجتثاث حزب البعث يحول دون تنفيذ الأمر رقم 1 إلى اللجنة الوطنية العليا لاجتثاث حزب البعث. في حين تم نقل الصلاحيات والواجبات المكلفة عادة باتفاق السلام الشامل من أجل اجتثاث حزب البعث للمجتمع العراقي إلى مجلس الإدارة وهيئاته الفرعية احتفظت سلطة الائتلاف المؤقتة ضمن المذكرة بسلطة مراجعة الإجراءات التي اتخذها مجلس إدارة الشركات التابعة لها. علاوة على ذلك فإن أي إجراءات يتخذها مجلس الإدارة والشركات التابعة له والتي تعتبر أنها تنطوي على مخاطر أمنية محتملة ستناقش مع مدير سلطة التحالف المؤقتة قبل التنفيذ. كما تم مساءلة مجلس الإدارة والشركات التابعة له من خلال تقديم تقارير شهرية إلى سلطة الائتلاف المؤقتة بشأن الإجراءات المتخذة ضد المواطنين العراقيين وأسماء الأفراد المعينين لاستبدال الأشخاص الذين تم إزالتهم بموجب معايير الأمر رقم 1.

### الأمر رقم 100
بدأ نفاذ الأمر النهائي الصادر عن سلطة الائتلاف المؤقتة في 30 يونيو 2004 (ولكنه كتب ووقع في 28 يونيو 2004) وكان عنوانه «نقل القوانين والأنظمة والأوامر والتوجيهات الصادرة عن سلطة التحالف المؤقتة». في إطار عنوانها كان الغرض من الأمر هو التخلص التدريجي من سلطة الائتلاف المؤقتة ونقل السلطة إلى «الحكومة العراقية المؤقتة» الجديدة التي كان من المقرر أن تدخل حيز النفاذ في نفس اليوم الذي حل فيه اتفاق السلام الشامل في يونيو 2004.
تضمن الأجزاء الأولى من الأمر أن تشمل أي إصدارات سابقة من اتفاق السلام الشامل جميع الموظفين الأجانب العاملين بشكل قانوني في العراق. في أجزاء أخرى من الأمر تلغى الأوامر السابقة في مجملها«. أخيرا فإن المذكرة رقم 7 التي نقلت سلطة الائتلاف المؤقتة على عملية اجتثاث حزب البعث للجمعية العراقية إلى» وقد ألغيت لجنة مكافحة حزب البعث بموجب الأمر رقم 100 إلا بعد أن «تصدر الحكومة المؤقتة العراقية أمرا بإنشاء المجلس العراقي المستقل لاجتثاث حزب البعث». بالإضافة إلى هذا الإلغاء كانت المذكرة رقم 1 أيضا. في الواقع يلغي الأمر رقم 100 سلطة ولغة سياسة اجتثاث البعث ولكنه يسمح باستمراريتها في ظل الحكومات العراقية اللاحقة.

## التنفيذ والإنفاذ
كانت عملية تنفيذ عملية اجتثاث حزب البعث معقدة بسبب الفوضى التي أعقبت الغزو الأولي والخلط العام في السلطة بين دور التنظيم في إعادة الإعمار في فترة ما بعد الحرب وإقامة اتفاقية السلام الشامل في نهاية المطاف برئاسة بول بريمر. كان تنفيذ هذه السياسة دقيقا قدر الإمكان بعد مشورة أحمد الجلبي بأن مثل هذه الصرامة ضرورية «لإثبات التزام أمريكا بنظام سياسي جديد في العراق». علاوة على ذلك كان عمق التنفيذ ضروري لإظهار ما كان في رأي بريمر«... خطوات واضحة وعامة وحاسمة لطمأنة العراقيين بأننا مصممون على القضاء على صدام حسين». وفقا لما قاله أحد نواب السياسة قالت السفيرة باربرا بودين إن هذه المحاولة الواسعة والعميقة لم يسبق أن تم إبعاد الأفراد عن الحياة العامة ونبذهم في المهن الأمريكية السابقة (أي ألمانيا واليابان).

### مذكرة الأمر رقم 1
دخلت الوثيقة حيز التنفيذ في 3 يونيو 2003 وكانت الوثيقة الرئيسية المتعلقة بتنفيذ عملية اجتثاث حزب البعث هي مذكرة سلطة الائتلاف المؤقتة رقم 1 إلى رقم الطلب رقم 1. كان المبدأ التوجيهي وراء المذكرة سريعا واختراقها من خلال تعيين إنفاذ السياسة في البداية إلى قوات التحالف ونشر المحققين العسكريين في جميع الوزارات الحكومية. بالإضافة إلى ذلك تدعو المذكرة إلى استخدام المدنيين و«العراقيين المحترفين» من أجل إقامة وجود داخل الوزارات والإسراع في العملية.

### طرق التنفيذ
كانت الطرق الرئيسية للتنفيذ تحت سيطرة سلطة الائتلاف المؤقتة من خلال حكم المحققين ومستشاري الوزارة العليا الذين نفذوا العقوبات المرتبطة بانتمائهم إلى حزب البعث. بالإضافة إلى ذلك تم فحص القرارات التي اتخذتها بشأن الاستثناءات والطعون من قبل مدير سلطة الائتلاف المؤقتة. أخيرا وقع إنفاذ هذه السياسة على مستوى واسع وعميق. كلفت جميع الوزارات بموجب المذكرة رقم 1 المحققين بتحديد انتماء الموظفين إلى حزب البعث وتحديد الأفراد الذين خضعوا للعقوبات بموجب الأمر رقم 1. تم تنفيذ هذه السياسة بدقة من قبل سلطة الائتلاف المؤقتة ومجلس اجتثاث حزب البعث العراقي والهيئات اللاحقة. في كلمات بريمر نفسها: «أهم شيء قمنا به هنا وهو الشيء الأكثر شعبية أيضا» في إشارة إلى سياسة اجتثاث حزب البعث.

### تفويض سلطات الإنفاذ
في القسم الافتتاحي من المذكرة كان الكيان الأولي المكلف بمهمة اجتثاث حزب البعث في المجتمع العراقي (أمر سلطة الائتلاف المؤقتة رقم 1) هو قوات التحالف والمحققين العسكريين. اعتمد المزيد من الوفود على محققين عسكريين ولجان استعراض الاعتماد على غرار المحاكم (المرجع نفسه). تتبع هيكل السلطة تسلسل هرمي واضح مع مدير سلطة الائتلاف المؤقتة الذي يشرف على السلطة التنفيذية لقوات التحالف وفي النهاية مجلس اجتثاث حزب البعث العراقي بمجرد أن يعتبر المدير الجهة المختصة بالاضطلاع بهذه الواجبات.

### سلطة الائتلاف المؤقتة
كانت الجهات الفاعلة الرئيسية في هذه المرحلة هي المحققين العسكريين أو غيرهم من المحققين المسؤولين عن جمع البيانات عن الموظفين داخل الوزارات الحكومية. أذن لهم بجمع المعلومات بطرق مختلفة واستنادا إلى الوقائع ذات الصلة التي تحدد ما إذا كان الفرد يعتبر منتمي إلى حزب البعث. كان المحقق حينها يبلغ الفرد بحقه في الطعن في «الحقائق الوقائعية». استنادا إلى معلوماته ما لم تتم الموافقة على الاستئناف فإن مستشار الوزارة العليا سوف يتخذ الإجراءات المناسبة لإنفاذ أمر سلطة الائتلاف المؤقتة رقم 1. يمكن أن تطلب الوزارات الاستثناءات ولكن يجب أن تصدر هذه الطلبات حكما من المحققين العسكريين بأن يكون الفرد مؤهلا للحصول على استثناء. إذا كان الفرد مؤهلا فإنه يتوجب على المحقق إعداد القضية للاستثناء.
في إطار المرحلة التي تحكمها اتفاق السلام الشامل كانت لجان الإغاثة الإقليمية تتألف من ثلاثة أفرقة عسكرية - مدنية من الطعون تحت سلطة قائد قوات التحالف التي قدمت تقاريرها إلى مدير سلطة الائتلاف المؤقتة. كان الغرض من لجان الإغاثة الإقليمية تقييم النداءات من قبل العراقيين الذين يعتقدون بأنهم يعتبرون خطأ «بعثيين». كان مركز البحوث الزراعية هو استعراض الطلبات والموافقة على الاستثناءات أو الطعون المقدمة إليها أو رفضها. تخضع جميع القرارات أيضا لموافقة المدير. وقع عبء الإثبات في هذه الحالات على الفرد لإثبات أنه ليس عضوا في حزب البعث بموجب المعايير المنصوص عليها في المذكرة.

### مجلس اجتثاث حزب البعث
كانت المرحلة التي جرت في إطار مجلس اجتثاث حزب البعث لم تحدث إلا عندما قرر مدير البرنامج «أن المسؤولية عن تحديد أعضاء حزب البعث يمكن أن يتم نقلها إلى المواطنين العراقيين...» وبمجرد حدوث ذلك سيتم تفويض سلطة التحقيق إلى مجلس اجتثاث حزب البعث. ومع ذلك خلال المرحلة الأولية سيتم تشجيع مجلس اجتثاث حزب البعث على ترشيح الأفراد للجان الإغاثة الإقليمية فضلا عن المشاركة في مرحلة جمع البيانات لإعداد أنفسهم للاضطلاع الكامل بالواجبات. ومع ذلك وعلى الرغم من إمكانية تولي أدوار التحقيق والتحديد فقد كان يتعين على المراكز الإقليمية للهجرة أن تظل قائمة «حتى يعتمد الشعب العراقي شكلا تمثيليا للحكم الذاتي».

## معايير الإجراءات العقابية
معايير الإجراءات العقابية المنصوص عليها في المذكرة رقم 1 هي الانتماء إلى الحزب. يعكس ذلك المعايير العامة للانتماء المعبر عنها في الأمر رقم 1 الذي يخضع فيه الفرد للعقاب إذا كان تابعا أو معروف أنه عضو على أي مستوى داخل حزب البعث. علاوة على ذلك ينص الأمر رقم 4 على أن الأفراد الذين تلقوا أي نوع من التعويض عن الممتلكات أو العلاوات نتيجة للانتماء يتعرضون لنزع الملكية.
كانت معايير العقوبة واسعة النطاق مع السياسة التي تؤثر على أي وجميع الأعضاء المنتسبين. فقط أولئك الذين يمكن أن يظهروا بوضوح أنهم لم يعودوا أعضاء في حزب البعث قبل حلها من قبل سلطة الائتلاف المؤقتة وإثبات أنهم أعضاء لأسباب غير أيديولوجية يمكن أن يأملوا في تجنب العقوبات.

## الأثر
كان لهذه السياسة أثر عميق على عمليات ما بعد القتال في العراق. يقدر أن 50 ألف موظف حكومي مدني فضلا عن جميع المنظمات والشركات التابعة لها المدرجة في المرفق أ من الأمر رقم 2 قد تأثروا وأخرجوا من مواقعهم نتيجة اجتثاث حزب البعث. هناك تقدير آخر يضع الرقم في «100 ألف موظف مدني وطبيب ومعلم» تم إبعادهم قسرا من القطاع العام بسبب الانتماء المنخفض المستوى.

### المهن المتضررة
تشمل المهن المتأثرة بسياسة اجتثاث حزب البعث ما يلي:
- جميع موظفي الخدمة المدنية في أي وزارة حكومية تابعة لحزب البعث
- المهن التي تشمل التعليم (المعلمين وأساتذة الجامعات)
- الممارسون الطبيون
- جميع الأفراد المنتسبين إلى وزارة الدفاع والجهات الاستخباراتية أو الكيانات العسكرية المماثلة التابعة للحكومة
- الأفراد العاملين أو المنتسبين
  - الديوان الرئاسي
  - الأمانة الرئاسية
  - مجلس قيادة الثورة
  - الجمعية الوطنية
  - منظمة الشباب
  - اللجنة الأوليمبية الوطنية
  - المحاكم الثورية والخاصة والأمن القومي

### العسكرية
على وجه التحديد تأثر الجيش العراقي بالقرار رقم 2. دعا الأمر إلى حل كامل للجيش العراقي وأفيد أنه أسفر عن البطالة وفقدان المعاشات التقاعدية لما يقرب من 500 ألف شخص. الأرقام المتعلقة بهذا المستوى من البطالة هي حوالي 27٪. كثير من النقاد يجادلون بأن هذا النظام على وجه التحديد حفز تطور التمرد المسلح.

### الموظفون العموميون
هناك رقم صريح يتعلق بفصل القضاة والمدعين العامين. من بين 860 قاضيا ومدعيا عاما تمت مراجعة 656 قاضيا وتمت إزالة 176 منهم من مواقعهم داخل وزارة العدل. لتعويضهم تم تعيين 185 قاضيا ومدعيا عاما جديدا. علاوة على ذلك فإن القضاء العام على المهندسين والمديرين والتكنوقراط يعني أن الوزارات الحكومية العراقية واجهت صعوبة في أداء واجباتها للمواطنين العراقيين.

### التعليم
في إطار قطاع التعليم يشير الاستعراض التاريخي لإنجازات سلطة الائتلاف المؤقتة إلى أنه تم إزالة 12 ألف معلم ومدير ومديرة من وزارة التربية والمدارس. يذكر الاستعراض أيضا أن 32 ألف تم تدريبهم ليحلوا محل الموظفين الذين تم إزالتهم ولكن مصادر أخرى مثل كتاب راجيف تشاندراسيكاران ذكر في الحياة الإمبراطورية في مدينة الزمرد: داخل المنطقة الخضراء في العراق تصف كيف تركت المناطق التي يهيمن عليها السنة مع واحد أو اثنين فقط من المدرسين نتيجة لعملية اجتثاث حزب البعث.

### التأثير السياسي
غالبية المصادر سلبية عند مناقشة التأثير السياسي للسياسة. يرى معظمهم أن سياسة اجتثاث حزب البعث بأنها غير ديمقراطية كما أنها غريبة عن العرب السنة من المشاركة في الحكومة. يناقش مقال قناة الجزيرة الصادر في 18 نوفمبر 2003 مستقبل حزب البعث ولكنها تتساءل أيضا عن صحة تشبيه حزب البعث بالحزب النازي فضلا عن حل حزب البعث والتأثير المحتمل على المجتمع العراقي. مقال آخر في قناة الجزيرة يقابل أحد أعضاء حزب البعث الذي يشير إلى أن محاولة إزالة جميع البعثيين من القطاع العام بسبب تصرفات صدام حسين وبعض القادة على حد سواء يتنافى مع المبادئ الدستورية ولكن عمليا لن تسمح بإنشاء نظام سياسي مشروع في نظر العديد من العراقيين. أخيرا أصدرت مجموعة الأزمات الدولية موجزا في عام 2003 مفاده أن سياسة اجتثاث حزب البعث خلقت تحديات خطيرة لشرعية أي حكومة مستقبلية ما لم يسمح لجميع العراقيين باستثناء أولئك الذين ارتكبوا جرائم بالمشاركة في الحكومة. لكن هناك مصادر تناقش التأثير الإيجابي على الثقافة السياسية العراقية. يدعو تقرير أعده باحث من معهد واشنطن لسياسة الشرق الأدنى وهو معهد للبحوث في واشنطن العاصمة إلى برنامج محسوب بعناية لجهود اجتثاث حزب البعث لا سيما في المجالين السياسي والأمني كوسيلة لوضع الأساس للنجاح. كما يصف بيان قدمه أحمد الجلبي في معهد المشاريع الأمريكية ضرورة إزالة العناصر البعثية من المجتمع العراقي كجزء من خلق إطار ناجح لبناء نظام سياسي عراقي جديد. أخيرا فإن المؤتمر الوطني العراقي يحتوي على مقالتين بعنوان «اجتثاث البعث هو حجر الزاوية في مكافحة الإرهاب» و«اقتلاع الفاشية» حيث تقول كلتا المادتين أن إزالة حزب البعث وتأثيره هو الطريقة الأكثر فعالية لخلق عراق ديمقراطي.

### الأحزاب
نتيجة لعملية اجتثاث حزب البعث استبعد العديد من العرب السنة من الخدمة العامة والعملية الديمقراطية بشكل عام. داخل العراق كانت الغالبية العظمى من أعضاء حزب البعث خلال حكمهم من العرب السنة. بإزالة السنة أساسا من العملية السياسية التي كان يعتقد بعض المحللين في فترة ما قبل الحرب أن الشكل السياسي العرقي أو الطائفي كان الأكثر منطقية. خلق ذلك فجوة كبيرة في المشاركة بين المنظمات العربية والكردية العربية والسنية الشيعية في ما أصبح المجال العام / السياسي الجديد.

### التمثيل
إن الاغتراب العام الذي عاشه العديد من العرب السنة انعكس في عدم تمثيلهم في التشكيلات الأولية للحكومات بسبب الانتماء المرتفع لحزب البعث في صفوف السكان العرب السنة. لأن الشدة الأولية للسياسة استبعدت الكثير من الحياة العامة فإن قلة من القادة داخل المجتمع العربي السني كانوا مستعدين أو قادرين على تشكيل منظمات قانونية يمكن أن تشارك في المجال السياسي العام. بعض اللوم يقع على العرب السنة الذين اختاروا مقاطعة العملية الانتخابية لكن الكثيرين رأوا أن سياسة اجتثاث حزب البعث كانت حقا محاولة لاستهداف العرب السنة كأقليات.

#### السنة
استبعدت تماما تقريبا من عملية بناء الدولة الأولية نتيجة لعملية اجتثاث حزب البعث. بالإضافة إلى ذلك ولأن هذه الشريحة من المجتمع عانت أكثر من غيرها من اجتثاث حزب البعث فإنها تضم في وقت لاحق بعض أكثر الجماعات المتمردة التزاما ومميتة. لم يشارك السنة في الانتخابات بسبب المقاطعة واستبعادهم العام من عملية بناء الدولة. كما أشار خوان كول في 2005 إلى «الديمقراطية الآن». أن السنة استهدفوا بنية الحكم العراقية التي شددت على القيادة السياسية الشيعية والكردية على حساب المشاركة السياسية السنية.

#### الشيعة
نتيجة لقيام العديد من الزعماء السياسيين العرب السنة بإبعادهم عن المشاركة في الديمقراطية في العراق مستقبلا شكل العديد من الزعماء السياسيين المحليين المنفيين والمنشقين الشيعة العديد من الأحزاب السياسية والمنظمات وأصبح ينظر إليها على أنها مهيمنة في الحكومة. كان هذا أيضا نتيجة متوقعة بشكل عام نظرا لأن الشيعة في العراق أغلبية دينية في العراق.

#### الأكراد
ضمن السكان الأكراد كانت الفكرة الكامنة وراء اجتثاث حزب البعث معتمدة عموما. بسبب تاريخ من القمع الحكومي للأكراد مثل حملة الأنفال كان هناك عداء عام بين السكان الأكراد تجاه النظام البعثي. نتيجة لتشكيلهم السياسي ككتلة عرقية حقق الأكراد أداء جيدا في الانتخابات وأخذوا مكانة بارزة داخل الحكومة الوطنية.

### الانتخابات والمرشحون
لم يكن أحد الجوانب الأكثر إشكالية في اجتثاث حزب البعث في الفترة الزمنية من 2003 إلى 2004 ولكن في السنوات اللاحقة التي كان للعراقيين فيها سيادتهم على شؤونهم السياسية. في الانتخابات الأولى في العراق في ديسمبر 2005 لا يزال السنة مستبعدين إلى حد كبير بسبب استمرار جهود اجتثاث حزب البعث الذي أدى إلى استبعاد العرب السنة من العملية السياسية بشكل منهجي. مقالات تتعلق باستمرار اجتثاث حزب البعث خلال سنوات الانتخابات. في الآونة الأخيرة أشير إلى سياسات اجتثاث حزب البعث باعتبارها أسبابا للمأزق السياسي الناجم عن الانتخابات البرلمانية التي جرت في مارس 2010 والتي تم فيها استبعاد العديد من المرشحين السنة.

### المستفيدون
في رسالة الأوامر كان المستفيدون الرئيسيون من سياسة اجتثاث حزب البعث هم الشعب العراقي. تم سن هذه السياسة لصالحهم ورفاههم مع الاعتراف بأنهم عانوا من نظام صدام حسين البعثي. ومع ذلك كان من بين المستفيدين الآخرين من هذه السياسات المنشقين داخل العراق والمنفيين الذين عادوا إلى العراق بعد الغزو الأمريكي.

#### السياسيون والمعارضون
إحدى المجموعات التي استفادت من سياسة اجتثاث حزب البعث هي المؤتمر الوطني العراقي وهي حركة سياسية عراقية منشقة في المنفى برئاسة الدكتور أحمد الجلبي. استفاد المؤتمر الوطني العراقي في المقام الأول من حقيقة أن له روابط وثيقة مع الحكومة الأمريكية قبل الغزو والدور البارز الذي لعبه الجلبي في تشكيل العديد من مواقف السياسة للحكومة الأميركية.
لعب أحمد الجلبي دورا بارزا في السياسة الأميركية فيما يتعلق بمكافحة حزب البعث وتم اختياره لرئاسة بعض لجان المراجعة وكان رئيس مجلس اجتثاث حزب البعث العراقي بموجب أمر سلطة الائتلاف المؤقتة.

### التأثير الاقتصادي
من أبرز مظاهر سياسة اجتثاث حزب البعث التأثير الاقتصادي. على الرغم من أن الغرض العام من سلسلة الأوامر هو إزالة التأثير البعثي للمجتمع العراقي من أجل تهيئة بيئة سياسية مواتية للديمقراطية فإن السياسة أزالت بشكل صريح الأفراد من العمالة في القطاع العام ومنعتهم من أي عمل من هذا القبيل في المستقبل مما أثر القدرات الاقتصادية للعراق سواء كان مقصود أم لا. يرجع هذا التأثير أساسا إلى عدم قدرة الوزارات الحكومية بوجه عام على تقديم الخدمات اللازمة لاقتصاد فعال. بشكل عام عرقلت السياسة تقديم الخدمات بإحدى طريقتين: عمل الوزارات الحكومية بأقل من القدرة المثلى بسبب القيادة غير الكفؤة بعد إزالة التكنوقراط البعثيين أو توقف الوزارات الحكومية فعليا عن العمل نتيجة إزالة التكنوقراطيين البعثيين في ظل عملية اجتثاث البعث".

#### الإنتاجية المفقودة
إن ربط عملية اجتثاث حزب البعث مع فقدان الإنتاجية في الاقتصاد العراقي أمر صعب لأنه من الصعب فصل ما يمكن أن يعزى بشكل معقول إلى فقدان الإنتاجية من إزالة الآلاف من موظفي الخدمة المدنية في حزب البعث من الأضرار التي لحقت بالبنية التحتية من النهب أثناء حملة الغزو. ومع ذلك فمن المرجح أن عرقلة الناتج الاقتصادي في العراق بسبب سياسة اجتثاث حزب البعث بسبب كبر حجم القطاع العام في العراق الذي عرقلته سياسة اجتثاث حزب البعث. نتيجة لذلك تركت العديد من الوزارات بعدد ناقص من الموظفين.

#### الافتقار إلى الخدمات الأساسية
هناك اتفاق عام بين المحللين لسياسة اجتثاث حزب البعث سواء من النقاد أو المؤيدين أن أحد الآثار الضارة هو فقدان الخدمات العامة الحيوية. يأتي فقدان هذه الخدمات من الواقع العام لأن العديد من أعضاء حزب البعث كانوا من التكنوقراط داخل الوزارات الحكومية مما يعني أن لديهم مهارات محددة تسمح لهم بالوفاء بالمهام الحكومية الضرورية على نحو فعال. تكررت هذه النقطة أيضا بين أعضاء حزب البعث المحرومين الذين يقولون أنه يجب السماح لهم بالمشاركة في الحكومة لأنهم قادرون على إدارة المكاتب والبرامج الحكومية اللازمة للمساعدة على تحقيق الاستقرار في العراق. يشير خوان كول وهو أكاديمي أمريكي إلى أن استبعاد العديد من أعضاء حزب البعث القادرين قد أصاب البلاد بالشلل.
ومع ذلك يرى بعض العلماء مثل تيموثي نفتالي أنه يجب فحص جميع الأفراد وتاريخهم المعروف قبل أن يتمكنوا من العودة إلى القطاع العام. يقارن استخدام المسؤولين الاستخباراتيين النازيين السابقين بعد هزيمة ألمانيا النازية بحتة لأنها كانت مناسبة.
كتاب راجيف شاندراسيكاران الحياة الإمبراطورية في مدينة الزمرد: داخل المنطقة الخضراء في العراق يعطي وصفا عاما للافتقار العام للخدمات التي تقدمها الوزارات التي تأثرت بعملية اجتثاث حزب البعث نتيجة لانتمائها لجهاز الدولة لحزب البعث. أدت إزالة العديد من موظفي الخدمة المدنية إلى تخفيض قدرة الوزارات مثل الصحة والمالية والتعليم والكهرباء والخارجية والصناعة والداخلية والإعلام. هناك حالة معينة من عملية اجتثاث حزب البعث تعوق قدرة الوزارة على العمل هي حالة وزارة المالية. تم إطلاق العديد من موظفي الوزارة من المستوى المتوسط بسبب ارتباطهم بحزب البعث الأمر الذي ترك الوزارة تعاني من نقص في عدد الموظفين.

#### الكفاءة الحكومية
تقلصت كفاءة الحكومة إلى حد كبير بسبب عملية اجتثاث حزب البعث حيث تم إبعاد العديد من الأفراد المهرة داخل الوزارات الأساسية للحكومة من وظائفهم. نتيجة لذلك فإن العديد من الخدمات الأساسية إما لم تكن متاحة أو لم تعمل بشكل صحيح نتيجة لإزالة الأفراد المهرة والأذكياء. يجادل أولئك الذين يجادلون عموما بأن عمل الحكومة معطل نتيجة اجتثاث حزب البعث أيضا بأن الكفاءة الحكومية انخفضت أيضا. ومع ذلك يرى مؤيدو اجتثاث حزب البعث مثل أحمد الجلبي أن العراقيين المؤهلين بشكل مماثل غير البعثيين موجودون لملء المناصب التي تركها البعثيون المخلصون.
يشير راجيف تشاندراسيكاران أيضا إلى أن العديد من العراقيين الذين لديهم مهارات تقنية كان مطلوبا منهم أن يكونوا أعضاء في حزب البعث من أجل التقدم في حياتهم المهنية أو حتى الحصول على القبول في الكليات اللازمة. على هذا النحو أعرب العديد من العراقيين الذين أزيلوا في إطار برنامج اجتثاث حزب البعث عن إحباطهم بأنهم يستهدفون العضوية عندما يكون شرطا فعليا للتقدم الوظيفي ولا علاقة لهم بأيديولوجياتهم الشخصية أو مواقفهم السياسية.

#### البطالة
بلغت نسبة البطالة 27٪ نتيجة للحل العسكري وفقا لبعض الأرقام. يقترح خوان كول أن العدد ربما كان أقرب إلى 50٪ في حين يقدر راجيف تشاندراسيكاران معدل البطالة في حوالي 40٪. ليس من الواضح تماما أن مجمل البطالة ناتج فقط عن اجتثاث حزب البعث لأن بعض البطالة ناتجة عن البنية التحتية المتضررة من القتال. ومع ذلك فقد عانى القطاع العام بشكل كبير من نتيجة اجتثاث حزب البعث وحل الكيانات العسكرية والكيانات التابعة له ذات التقديرات المحافظة على فقدان الوظائف بالآلاف.

#### المعاشات التقاعدية
ساهم فقدان المعاشات التقاعدية في فقر العديد من المتضررين من سياسة اجتثاث حزب البعث. علقت بعض المصادر على هذا الجانب الخاص من السياسة وأثرها على حياة العراقيين المتضررين. تظهر مقابلة أجرتها مؤسسة «نير» مع العديد من المخرجين العراقيين الذين أزيلوا مؤخرا من مواقعهم في القطاع المصرفي كيف لا يدمر احتمال البطالة فحسب بل يعاني الشخص الذي أجرى معه المقابلة من فقدان معاشه بعد كل سنوات عمله. النقطة التي أشار إليها تقييم مجموعة الأزمات الدولية لآلاف الشباب العراقيين العاطلين عن العمل من دون إمكانية العمل أو المعاش المستقبلي عامل خطير في سيناريو الاحتلال.

#### التأثير الاجتماعي
على الصعيد الاجتماعي كان للسياسة تأثير في عزل السكان وتجزئتهم. أصبح العرب السنة مذنبين بالارتباط مع جرائم حزب البعث وبدوره أصبح العرب السنة دفاعيين ومعزولين عن المجتمعات الأخرى. لوحظ هذا التجزؤ أيضا كأثر جانبي ضار لسياسة اجتثاث حزب البعث من قبل خوان كول الذي قال أن «العرب السنة يحتاجون إلى الطمأنينة بأنهم لن يكونوا أقل الناس على القطب الطوطمي في العراق الجديد».

#### الجريمة
من الآثار الواضحة الأخرى لعملية اجتثاث حزب البعث إزالة قوة شرطة فعالة تسيطر عليها وزارة الداخلية. بالإضافة إلى الفوضى العامة للعراق في أعقاب الغزو الأولي كانت أعمال النهب والتخريب متفشية وأدت إلى تدمير وزارتي الداخلية والصناعة المسؤولة عن النظام الداخلي والأمن والشركات المملوكة للدولة على التوالي. بلغت تقديرات الأضرار الناجمة عن عمليات النهب التي حدثت قبل صدور أمر اجتثاث حزب البعث ولكن من المحتمل أنها تفاقمت بسبب ارتفاع البطالة الناجم عن اجتثاث البعث حوالي 400 مليون دولار. في كتاب تشارلز فيرغسون لا نهاية في الأفق: نزول العراق إلى الفوضى يلاحظ أن عدد الجرائم التي ارتكبت خلال الفترة من 2003 إلى 2004 تجاوز كثيرا قوة شرطة وزارة الداخلية المشلولة وسلطات سلطة الائتلاف المؤقتة للوقاية من الجريمة وإجراء التحقيقات في العراق.

#### الاضطرابات
نتيجة لعزلهم من وظائفهم احتج العديد من الجنود العراقيين وأعضاء حزب البعث خارج أماكن عملهم السابقة أو في ساحات حيث يمكن رؤيتها لقوات التحالف واتفاق السلام الشامل. مع تفاقم معدل البطالة بسبب اجتثاث حزب البعث ساهمت اضطرابات الموظفين المدنيين والعسكريين الذين سبق توظيفهم في التدهور العام للحالة الأمنية في العراق.

#### العلاقات الطائفية
في كتاب أنتوني شديد قرب رسم الليل: شعب العراق في ظل الحرب الأمريكية يصف العديد من العراقيين الذين يظهرون درجة عالية من التسامح مع مختلف الديانات داخل العراق. أبرز بعض محاوريه التزاوج بين العراقيين كدليل على الحد الأدنى من الوزن على الانقسامات الطائفية.
كان أحد الشواغل الرئيسية فيما يتعلق باستراتيجية اجتثاث البعث هو أنه سيخلق توترات طائفية جديدة في العراق ويزيد من حدة التوترات قبل الغزو. إلى حد حدوث ذلك أعرب الكثيرون في العراق عن قدر من القلق بشأن إمكانية الانقسامات الطائفية لتشكيل الحياة الاجتماعية والسياسية العراقية. نتيجة لعملية اجتثاث حزب البعث وغيرها من سياسات الهيكلة الحكومية زادت الانقسامات الطائفية نتيجة شعور العرب السنة الذين كانوا يمثلون بشكل بارز في حزب البعث بمعزل متزايد عن الحياة السياسية والاجتماعية العراقية.

### التأثير الأمني
كان التأثير الأمني لسياسة اجتثاث حزب البعث والقرار رقم 2 الذي يحل الجيش العسكري مدمرا من حيث تأثيرهما الأمني. يقول أحد كبار المسؤولين العسكريين في الولايات المتحدة الأميرال مايك مولن أن سياسة اجتثاث حزب البعث إلى جانب حل الجيش العراقي خلقت مشاكل أمنية وتوتر طائفي لا لزوم له. قال الأميرال إن الجيش العراقي كان يمكن أن يستخدم للمساعدة في تأمين البلاد بسرعة أكبر ولكن بدلا من ذلك ساهم حله في الاضمحلال العام في الأمن. خلص مراقبون آخرون من حرب العراق إلى أن حل الجيش العراقي إلى جانب اجتثاث حزب البعث غذى إن لم يكن خلق التمرد ضد قوات التحالف. فيما يتعلق بالقضايا الأمنية مع المتمردين العرب السنة من المهم أن نلاحظ أن قادة المتمردين السنة اجتمعوا مع زلماي خليل زاد السفير الأمريكي السابق في العراق وقالوا أنهم سينهون تمردهم إذا تم منح بعض الضمانات ومن بينها «إصلاح برنامج اجتثاث حزب البعث ...».

#### نمو التمرد
معظم المصادر المتعلقة بحرب العراق توافق عموما على أن سياسات سلطة الائتلاف المؤقتة مثل اجتثاث حزب البعث والنظام رقم 2 لاتفاق السلام الشامل الذي حل الجيش العراقي والأجهزة الأمنية الأخرى أدى إلى تفاقم التمرد في العراق أو خلقه. دعم هذا الرأي هو محادثة راجيف تشاندراسيكاران مع جندي سابق في الجيش العراقي:
يكشف هذا الاقتباس أيضا أن التمرد ليس مجرد وسيلة للتعبير عن غضبه في احتلال التحالف للعراق ولكن أيضا بدافع من الضروريات الاقتصادية والعمالة. مع الآلاف من أعضاء حزب البعث المنبوذين ومئات الآلاف من الجنود الذين أصبحوا عاطلين عن العمل يمكنهم الانضمام إلى التمرد أن يوفر لهم وسيلة للدخل الشهري لتوفير أسرة واحدة في أرض خالية من فرص العمل.
أحد الأسباب الأخرى لنمو التمرد السني على وجه التحديد هو أنهم شعروا بأنهم ينبذون سياسة اجتثاث حزب البعث ورأوا التمرد وسيلة للانتقام. بالإضافة إلى ذلك استشهد تشاندراسيكاران بعدم قدرة سلطة الائتلاف المؤقتة على تقديم الخدمات بشكل كاف كدافع للأفراد للانضمام إلى التمرد من أجل الانتقام من السلطة التي تعتبر مسؤولة عن محنتهم.

## إلغاء السلطة ونقلها
انتهت سلطة الائتلاف المؤقتة التي تدير عملية اجتثاث حزب البعث في 30 يونيو 2004 بنقل السيادة إلى الحكومة العراقية المؤقتة. بيد أن صياغة السياسة كانت من نواح عديدة بحيث ظلت سارية بعد حل اتفاق السلام الشامل. الفارق الحقيقي الوحيد هو أنه كان يدار من قبل مجلس البعث العراقي المستقل التابع للحكومة المؤقتة وليس مجلسا بموجب اتفاقية السلام الشامل.

### نقل السلطة من سلطة الائتلاف المؤقتة إلى الحكومة المؤقتة العراقية
على الرغم من أن معظم سلطة إنفاذ سياسة اجتثاث حزب البعث قد تم تفويضها إلى المجلس الوطني العالي لاجتثاث حزب البعث الذي أنشأه مجلس الحكم العراقي في 4 نوفمبر 2003 بموجب المذكرة رقم 7 أمر سلطة الائتلاف المؤقتة رقم 100 كان أمرا مفيدا هاما. اللغة داخل الأمر مختلطة. في إطار ديباجة الأمر يتضح أنه وفقا لقانون إدارة الدولة للفترة الانتقالية فإن جميع قرارات سلطة الائتلاف المؤقتة ما زالت سارية ما لم تلغها "التشريعات التي سنت على النحو الواجب". ومع ذلك في نفس الصفحة ينص الأمر أيضا على أنه "تقديرا لنقل السيادة إلى الحكومة العراقية المؤقتة" يتطلب تعديل و / أو إلغاء تقني لتعكس بشكل كامل النقل الكامل للسلطة الحاكمة ... ".
ينص الأمر على إلغاء وتعديل بعض مراسيم اتفاق السلام الشامل ولكنه ينص أيضا على السيادة الكاملة لهذه القوانين في ظل الحكومة العراقية المؤقتة والحكومات اللاحقة بحيث تكون أي مراسيم تعبر عن إرادة الشعب العراقي الاحتفاظ بها. وفقا للقرار ألغيت معظم أوامر اجتثاث حزب البعث مثل الأمرين 4 و5 ولكن الأمرين الحاسمين رقم 1 و2 لا يزالان قائمين. بالتالي يبقى اجتثاث حزب البعث ساري المفعول ما لم تتم إزالته بقوة التشريع من هيئة عراقية منتخبة حسب الأصول. نتيجة للقرار رقم 100 تم نقل السيادة الكاملة على سياسة اجتثاث حزب البعث من سلطة الائتلاف المؤقتة إلى الحكومة المؤقتة العراقية والحكومات اللاحقة.